# Spusu

spusu

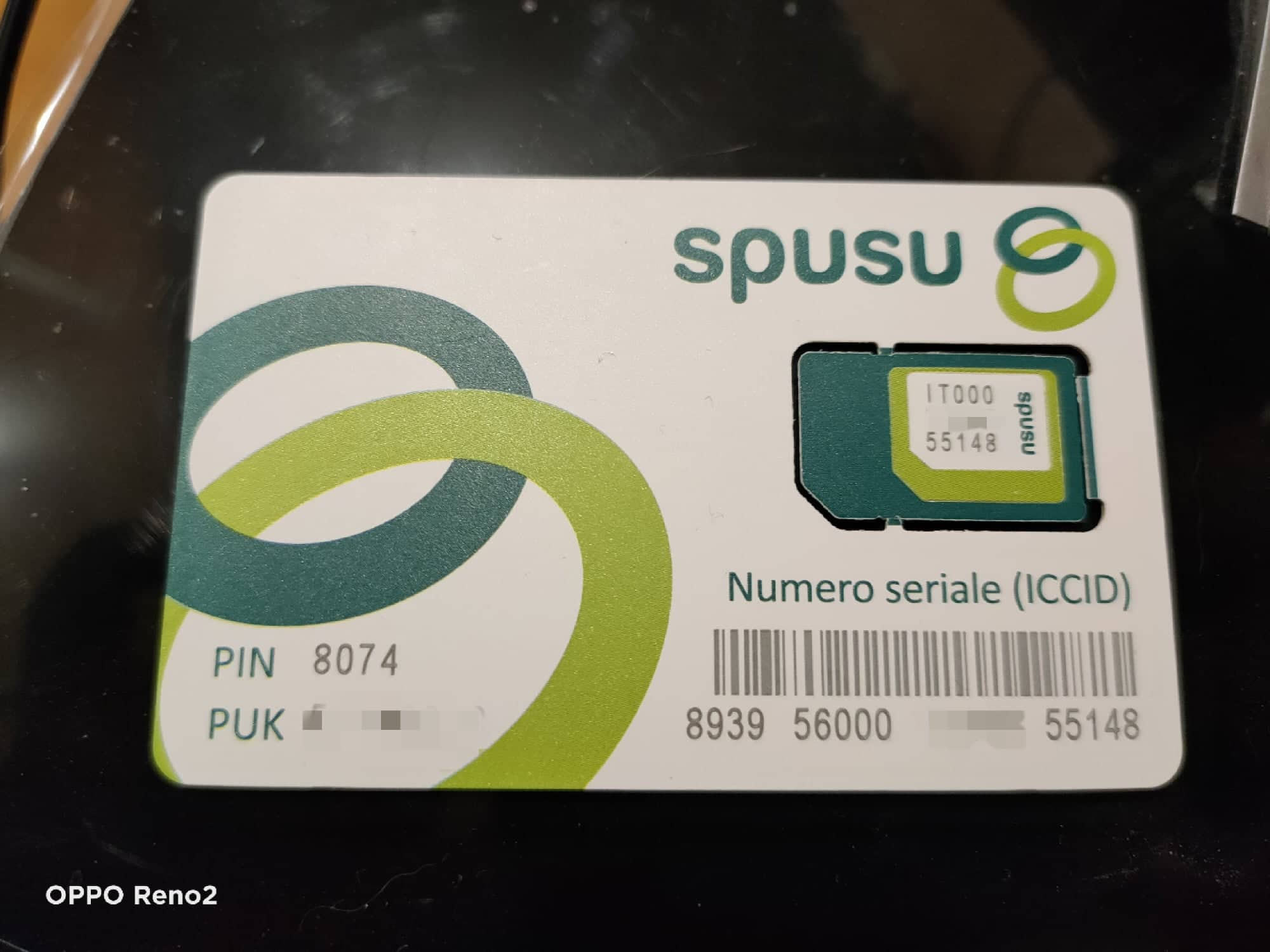
Una SIM italiana di spusu.

spusu (dal tedesco sprich und surf, “parla e naviga”) è un operatore virtuale di rete mobile appartenente a MASS Response Service.
Lanciato nel 2015 in Austria su rete 3, dal 2020 offre i suoi servizi di telecomunicazioni anche in Italia su rete Wind Tre, dal 2023 nel Regno Unito su rete EE, e dal 2024 in Svizzera su rete Salt Mobile.
Nella Bassa Austria e nel Burgenland opera su una rete 5G con frequenze proprie. Secondo i propri dati, nel 2017 l'operatore contava oltre 100.000 clienti, all'inizio del 2020 circa 300.000 clienti sotto contratto e all'inizio del 2023 oltre 500.000 clienti. Il prefisso in Austria è 0670.
Il 6 marzo 2024 lancia la sua prima offerta 5G in Italia, affermandosi come il primo operatore virtuale italiano ad offrire servizi di telefonia mobile di quinta generazione.
Il 15 giugno 2025, a cinque anni dal debutto in Italia, l'operatore conta 120.000 clienti in Italia e oltre 600.000 in Austria.

## Premi
Nel sondaggio condotto nel 2016 dalla Società per gli Studi sui Consumatori (ÖGVS), in cui sono stati testati complessivamente 23 operatori di telefonia mobile, spusu ottenne il primo posto nella categoria "Condizioni". Il gestore, allora ancora giovane, si piazzò al terzo posto nella classifica generale.
Nel 2017 spusu è stato nominato vincitore del test dalla ÖGVS. Su 21 operatori di telefonia mobile testati, spusu si è classificato al primo posto nelle categorie "Condizioni" e "Servizio clienti" ottenendo così la vittoria assoluta.

## Sponsorizzazioni
Tra il 2017 e il 2021 spusu è stato lo sponsor principale e principale della Handball Liga Austria.
Dal 2018 è lo sponsor principale del SKN Sankt Pölten, del Mistelbach nonché dei Vienna Capitals.
Dal 2022 spusu è anche sponsor del SK Rapid Vienna. 

## Pubblicità e testimonial
Nel settembre 2018, spusu ha annunciato che l'ex calciatore austriaco Hans Krankl avrebbe fatto da testimonial per l'operatore di telefonia mobile, e in futuro sarebbe stato presente nei materiali pubblicitari online, televisivi e stampati, sostituendo così l'allenatore Dietmar Kühbauer come precedente volto pubblicitario del marchio.
Toni Polster è il volto pubblicitario delle e-bike spusu. 
Harry Prünster è il volto pubblicitario del vino spusu.